# Airaphilus abnormis
Airaphilus abnormis es una especie de coleóptero de la familia Silvanidae.

## Distribución geográfica
Habita en la India.